# 格倫伍德 (阿肯色州)
格倫伍德（英語：Glenwood）是一個位於美國阿肯色州蒙哥馬利縣和派克縣的城市。

## 地理
格倫伍德的座標為34°19′41″N 93°32′54″W / 34.32806°N 93.54833°W，而該地的平均海拔高度為171米（即561英尺）。

## 人口
根據2020年美國人口普查的數據，格倫伍德的面積為23.52平方千米，當中陸地面積為23.08平方千米，而水域面積為0.44平方千米。當地共有人口2068人，而人口密度為每平方千米87人。